# I.O.I
I.O.I (Ideal of Idol, koreanisch 아이오아이) ist eine südkoreanische Girlgroup der dritten K-Pop-Generation, die 2016 von YMC Entertainment gegründet wurde. Die Gruppe wurde in der Mnet-TV-Show Produce 101 zusammengestellt und war von Beginn an als temporäre Gruppe geplant. I.O.I debütierten offiziell am 4. Mai 2016 mit dem Mini-Album Chrysalis. Am 29. Januar 2017 wurde die Gruppe wieder aufgelöst. Am 30. Juni 2019 gab Studio Blu bekannt, dass I.O.I im Oktober 2019 mit neun Mitgliedern, ohne Yeonjung und Somi, zurückkehren werde.

## Geschichte

### Vorgeschichte: Produce 101
Im November 2015 gab Mnet den Start einer neuen Survival-Show mit dem Namen „Produce 101“ bekannt. In der Fernsehshow sollten 101 Trainees aus verschiedenen Agenturen darum kämpfen, Mitglied einer elfköpfigen Girlgroup zu werden. Neben vielen unbekannten waren auch einige bekannte Gesichter unter den Teilnehmerinnen. Wie zum Beispiel Jeon So-mi, die zuvor in der Fernsehshow „Sixteen“, aus der die Girlgroup Twice hervorging, zu sehen war, oder Heo Chan-mi, die bereits Mitglied der Gruppe Coed School war.
„Produce 101“ startete am 21. Januar 2016 und endete nach 11 ausgestrahlten Folgen am 1. April. Lim Na-young, Kim Chung-ha, Kim Se-jeong, Jung Chae-yeon, Zhou Jieqiong, Kim So-hye, Yu Yeon-jung, Choi Yoo-jung, Kang Mi-na, Kim Do-yeon und Jeon So-mi belegten im Finale die ersten elf Plätze und wurden die Mitglieder von I.O.I.
Am 5. April erschien die Vorab-Single Crush. Die Single war nur als Download erhältlich und sollte ursprünglich die Debüt-Single von I.O.I werden. YMC Entertainment und Mnet entschieden sich allerdings dazu, das Debüt auf Mai zu verschieben, um der neuen Gruppe mehr Zeit zur Vorbereitung zu geben. Crush erreichte Platz 12 der Gaon Charts.

### Debüt mitChrysalis
Am 11. April wurde der 4. Mai als offizielles Debütdatum bekannt gegeben. I.O.I veröffentlichten an diesem Tag das Mini-Album Chrysalis und die Single Dream Girls. Einen Tag später trat die Gruppe zum ersten Mal offiziell in der Musikshow „M! Countdown“ auf.
Da vertraglich vereinbart war, dass die Mitglieder anderen Aktivitäten nachgehen durften, solange keine Termine oder andere Verpflichtungen mit I.O.I anstanden, ging Chaeyeon schon im Mai wieder zurück zu ihrer eigentlichen Gruppe DIA, um sich dort auf deren Comeback im Juni vorzubereiten. Auch andere Mitglieder nutzten diese Möglichkeit: Sejeong und Mina gingen Anfang Juni zurück in ihre Agentur, um sich für das Debüt ihrer Gruppe Gugudan vorzubereiten; Yeonjung ging im Juli zu ihrer Agentur und wurde Mitglied der Girlgroup Cosmic Girls und nahm an deren Comeback im August teil.
Am 27. Mai wurde bekannt gegeben, dass I.O.I in Untergruppen weitermachen würde. Außerdem wurde die Auflösung der Gruppe auf Ende Januar 2017 festgelegt.

### Weitere Aktivitäten 2016

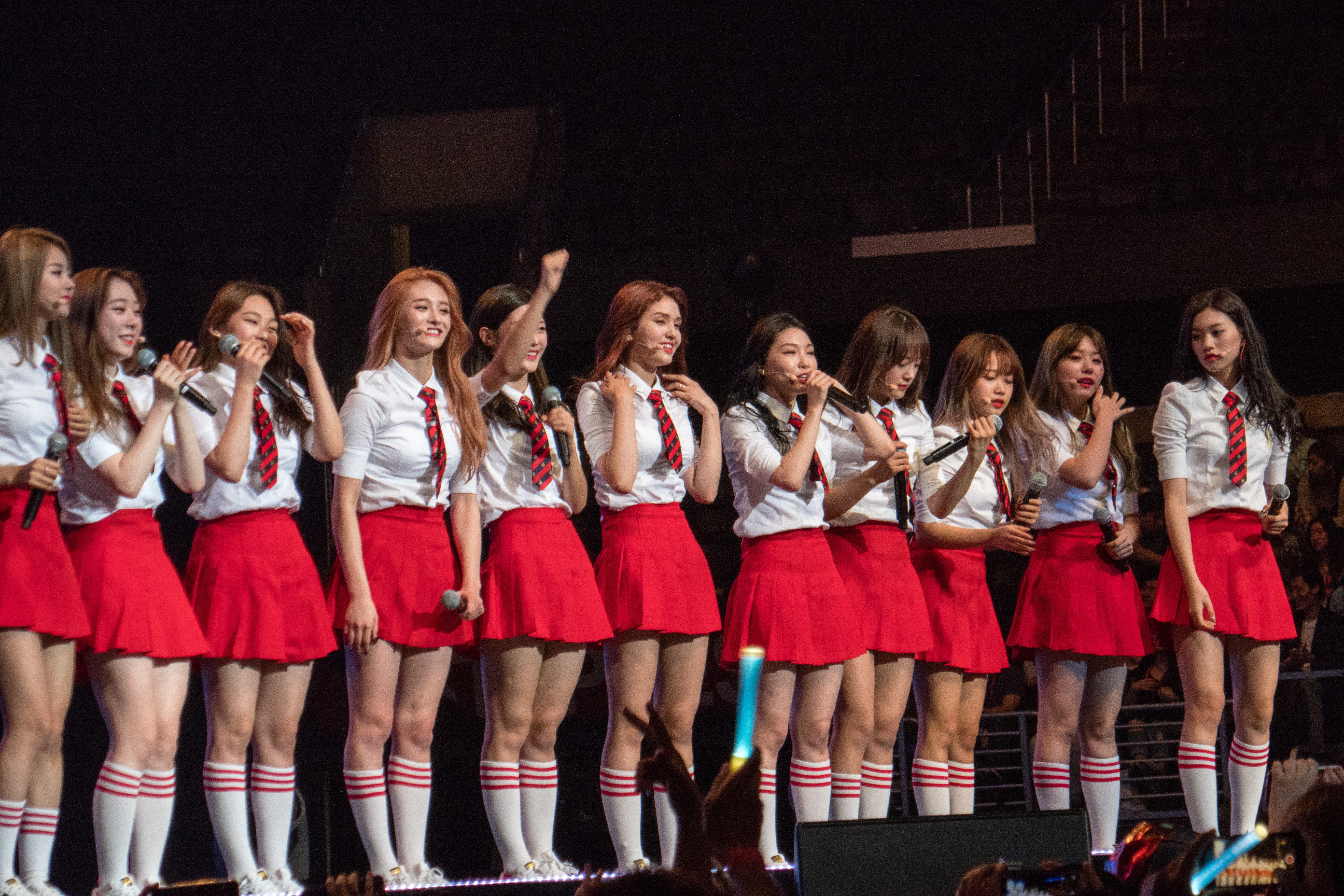
I.O.I (2016)

Am 10. Juni wurde bekannt gegeben, dass Nayoung, Chungha, Zhou, Sohye, Yoojung, Doyeon und Somi eine Untergruppe bilden würden. Am 9. August schien mit Whatta Man (Good Man) die erste Single dieser Untergruppe. Außerdem wurde am 15. August die Single Hand in Hand (손에 손잡고) veröffentlicht, ein Cover des offiziellen Liedes der Olympischen Sommerspiele, die 1988 in Seoul stattfanden.
Ende August gab YMC Entertainment bekannt, dass I.O.I sich auf ein Comeback mit allen elf Mitgliedern vorbereiten würden.
Im September begannen die Arbeiten an einem neuen Mini-Album, das am 17. Oktober unter dem Namen Miss Me? zusammen mit der Single Very Very Very (너무너무너무) veröffentlicht wurde. Very Very Very, geschrieben von Park Jin-young, dem Gründer von JYP Entertainment, wurde der einzige Nummer-eins-Hit der Gruppe. Miss Me? schaffte es auf Platz 2 der Album Charts.
Anfang November gab YMC Entertainment bekannt, dass I.O.I am 31. Januar 2017 offiziell aufgelöst würde. In der Folgezeit war die Gruppe noch in verschiedenen Fernsehshows zu sehen. Neue Musik wurde allerdings nicht veröffentlicht.

### Auflösung der Gruppe
Am 18. Januar 2017 erschien Downpour (소나기), die letzte Single der Gruppe. Alle 11 Mitglieder waren an den Aufnahmen beteiligt.
Am 29. Januar traten I.O.I zum letzten Mal in der MBC-Fernsehsendung „Section TV“ auf. Nach diesem Auftritt löste sich die Gruppe offiziell auf.

### Aktivitäten nach der Auflösung
- Sejeong und Mina gingen zurück zu ihrer Gruppe Gugudan[25]
- Chaeyeon ging zurück zu ihrer Gruppe DIA[25]
- Yeonjung ging zurück zu ihrer Gruppe Cosmic Girls[25]
- Sohye hatte schon 2016 ihre eigene Agentur (S&P Entertainment) gegründet und ein Fan-Café in Seoul eröffnet. Nach der Auflösung von I.O.I debütierte sie als Schauspielerin in mehreren Web-Serien und war wieder als Moderatorin in verschiedenen TV- und Radiosendungen aktiv.[26]
- Somi ging zurück zu JYP Entertainment. Schon im Februar war sie in der Fernsehshow „Sister’s Slam Dunk“ zu sehen und wurde Mitglied der ebenfalls temporären Gruppe Unnies. Außerdem war sie schon seit 2016 Moderatorin der Musikshow „The Show“, was sie 2017 weiter ausübte.[27] 2018 verließ sie JYP Entertainment und unterschrieb kurze Zeit später einen Vertrag bei The Black Label. Am 13. Juni 2019 debütierte sie als Solokünstlerin mit der Single Birthday.[28][29]
- Yoojung und Doyeon gingen zurück zu ihrer Agentur und debütierten im August 2017 mit der Gruppe Weki Meki.[30]
- Chungha ging zurück zu MNH Entertainment um ihr Solodebüt zu planen. Sie veröffentlichte die Vorab-Single Week am 21. April 2017 und debütierte offiziell am 7. Juni mit dem Mini-Album Hands on Me und der Single Why Don’t You Know.[31][32]
- Nayoung und Zhou gingen zurück zu Pledis Entertainment und wurden Mitglieder der Girlgroup Pristin, die am 21. März 2017 mit dem Mini-Album Hi! Pristin debütierte. Zhou nennt sich seitdem Kyulkyung.[25] Pristin löste sich im Mai 2019 auf. Kyulkyung blieb bei Pledis Entertainment. Nayoungs Vertrag mit der Agentur wurde aufgelöst.[33]

Am 29. November 2017 traten Yoojung, Doyeon, Chungha, Nayoung und Kyulkyung unter dem Namen I.O.I als Präsentatoren bei den Mnet Asian Music Awards auf. Im Verlauf der Veranstaltung standen alle fünf wieder zusammen auf der Bühne als Weki Meki, Pristin und Chungha zusammen mit Idol School Class 1, Fromis 9 und AKB48 Pick Me und Lieder von AKB48 sangen.

### 2019: Wiedervereinigung
Am 30. Juni 2019 gab Studio Blu bekannt, dass I.O.I im Oktober 2019 mit neun Mitgliedern zurückkehren werde. Yeonjung und Somi können aufgrund eigener Termine bei diesem Comeback nicht dabei sein.

## Mitglieder
| Bild | Name           | Geburtsname            | Geburtstag (Alter)     | Geburtsort | Position                                |
| ---- | -------------- | ---------------------- | ---------------------- | ---------- | --------------------------------------- |
|      | Nayoung 나영   | Lim Na-young 임나영    | 18. Dezember 1995 (29) | Seoul      | Team leader Vocal, Lead Dance, Main Rap |
|      | Chungha 청하   | Kim Chan-mi 김찬미     | 9. Februar 1996 (29)   | Seoul      | Lead Vocal, Main Dance, Rap             |
|      | Sejeong 세정   | Kim Se-jeong 김세정    | 28. August 1996 (28)   | Jeonju     | Main Vocal                              |
|      | Chaeyeon 채연  | Jeong Chae-yeon 정채연 | 1. Dezember 1997 (27)  | Suncheon   | Vocal                                   |
|      | Kyulkyung 결경 | Zhou Jie Qiong 周洁琼  | 16. Dezember 1998 (26) | Shanghai   | Vocal, Lead Dance                       |
|      | Sohye 소혜     | Kim So-hye 김소혜      | 19. Juli 1999 (25)     | Seoul      | Vocal, Rap                              |
|      | Yeonjung 연정  | Yu Yeon-jung 유연정    | 3. August 1999 (25)    | Seoul      | Main Vocal                              |
|      | Yoojung 유정   | Choi Yoo-jung 최유정   | 12. November 1999 (25) | Guri       | Lead Vocal, Lead Dance, Lead Rap        |
|      | Mina 미나      | Kang Mi-na 강미나      | 4. Dezember 1999 (25)  | Jejudo     | Vocal, Lead Dance, Rap                  |
|      | Doyeon 도연    | Kim Do-yeon 김도연     | 4. Dezember 1999 (25)  | Wonju      | Vocal                                   |
|      | Somi 소미      | Ennik Somi Douma a     | 9. März 2001 (24)      | Ontario    | Lead Vocal, Lead Dance, Rap             |

## Diskografie

### EPs
| Jahr | Titel Musiklabel | Höchstplatzierung, Gesamtwochen, AuszeichnungChartsChartplatzierungen (Jahr, Titel, Musiklabel, Platzierungen, Wochen, Auszeichnungen, Anmerkungen) | Anmerkungen                                               |
| Jahr | Titel Musiklabel | KR | Anmerkungen                                               |
| ---- | ---------------- | --- | --------------------------------------------------------- |
| 2016 | Chrysalis CJ E&M | KR4 (32 Wo.)KR | Erstveröffentlichung: 4. Mai 2016 Verkäufe: + 79.315      |
| 2016 | Miss Me? CJ E&M  | KR2 (19 Wo.)KR | Erstveröffentlichung: 17. Oktober 2016 Verkäufe: + 99.594 |

### Singles
| Jahr | Titel Album                            | Höchstplatzierung, Gesamtwochen, AuszeichnungChartsChartplatzierungen (Jahr, Titel, Album, Platzierungen, Wochen, Auszeichnungen, Anmerkungen) | Anmerkungen           |
| Jahr | Titel Album                            | KR | Anmerkungen           |
| ---- | -------------------------------------- | --- | --------------------- |
| 2016 | Crush Chrysalis                        | KR12 (7 Wo.)KR | Verkäufe: + 306.155   |
| 2016 | Dream Girls Chrysalis                  | KR7 (11 Wo.)KR | Verkäufe: + 530.153   |
| 2016 | Whatta Man (Good Man) –                | KR2 (8 Wo.)KR | Verkäufe: + 368.469   |
| 2016 | Hand in Hand (손에 손잡고) –           | — |                       |
| 2016 | Very Very Very (너무너무너무) Miss Me? | KR1 (30 Wo.)KR | Verkäufe: + 1.204.739 |
| 2017 | Downpour (소나기) –                    | KR3 (28 Wo.)KR | Verkäufe: + 1.112.589 |

## Auszeichnungen

### Awards
| Jahr | Award                               | Kategorie                      | Für   |
| ---- | ----------------------------------- | ------------------------------ | ----- |
| 2016 | Asia Model Awards                   | New Star Award                 | I.O.I |
| 2016 | Korean Culture Entertainment Awards | K-pop Singer Award             | I.O.I |
| 2016 | Mnet Asia Music Awards              | Best New Artist (Female Group) | I.O.I |
| 2016 | Simply K-pop Awards                 | Best Rising Star (Girl Group)  | I.O.I |
| 2017 | Golden Disk Awards                  | Rookie Artist of the Year      | I.O.I |
| 2017 | Seoul Music Awards                  | New Artist Award               | I.O.I |

### Musikshows
| Jahr          | Datum       | Titel                 |
| Inkigayo      | Inkigayo    | Inkigayo              |
| ------------- | ----------- | --------------------- |
| 2016          | 30. Oktober | Very Very Very        |
| 2017          | 29. Januar  | Downpour              |
| M Countdown   |             |                       |
| 2016          | 18. August  | Whatta Man (Good Man) |
| 2016          | 27. Oktober | Very Very Very        |
| Music Bank    |             |                       |
| 2016          | 19. August  | Whatta Man (Good Man) |
| Show Champion |             |                       |
| 2016          | 17. August  | Whatta Man (Good Man) |
| 2016          | 26. Oktober | Very Very Very        |
| The Show      |             |                       |
| 2016          | 16. August  | Whatta Man (Good Man) |
| 2016          | 30. August  | Whatta Man (Good Man) |